# Ronggur Nihuta (plaats)
Ronggur Nihuta is een bestuurslaag in het regentschap Samosir van de provincie Noord-Sumatra, Indonesië. Ronggur Nihuta telt 1336 inwoners (volkstelling 2010).